# 7796 Ярацімрман
7796 Ярацімрман (7796 Jaracimrman) — астероїд головного поясу, відкритий 16 січня 1996 року.
Тіссеранів параметр щодо Юпітера — 3,334.